# Родимцева, Ирина Александровна
Ирина Александровна Родимцева (2 января 1934, Москва — 23 октября 2017, Москва) — советский, российский искусствовед, музейный работник. Член-корреспондент РАХ, Заслуженный деятель искусств РСФСР (1989).

## Биография
Родилась в Москве. Отец — генерал-полковник Александр Ильич Родимцев (1905—1977). Окончила исторический факультет МГУ имени М. В. Ломоносова (1956). После окончания университета начала работу в Государственном историко-культурном музее-заповеднике «Московский Кремль» в должности экскурсовода.
С 1966 — хранитель музея Патриаршего дворца.
С 1967 — учёный секретарь музея «Московского Кремль», с 1977 — заведующая Оружейной палаты.
С 1979—1987 — начальник Управления музеев Министерства культуры СССР.
С 1987 — по апрель 2001 года директор Музеев Московского Кремля.
С 1992 и. о. президента, а с 1996 по 2000 — президент Национального комитета музеев Российской Федерации. С 1994 президент Российского комитета Международного совета музеев, заместитель председателя Комиссии Российской Федерации по делам ЮНЕСКО.
Научные работы в области изучения истории Московского Кремля, русского ювелирного искусства.
Академик Международной академии информатизации, Академии Гуманитарных наук, член редакционной совета журнала «Мир музея».

## Награды и звания
- Орден «За заслуги перед Отечеством» IV степени (17 марта 1997 года) — за заслуги перед государством и большой вклад в развитие отечественного музейного дела[1].
- Орден Дружбы народов (20 декабря 1993 года) — за большой личный вклад в развитие музейного дела[2].
- Заслуженный деятель искусств РСФСР (7 августа 1989 года) — за заслуги в области советского искусства[3].

## Книги
- Московский Кремль: Краткая справка. — М.: Московский рабочий, 1971. — 104 с.
- Московский Кремль / Л. Писарская, И. Родимцева. — 1976. — 224 с.
- Государственные музеи Московского Кремля. — 1982. — 252 с.
- Московский Кремль / Л. Писарская, И. Родимцева. — 1985. — 256 с.
- Московский Кремль. — 1989. — 288 с.
- Московский Кремль: Путеводитель / И. Родимцева, С. Калмыкова, И. Загородная. — 1990. — 288 с.
- Московский Кремль в истории России. — 2010. — 528 с.